# Белов, Михаил Владимирович
Михаил Владимирович Белов (род. 10 декабря 1966, Волгоград) — советский и российский футболист, тренер.

## Клубная карьера
Воспитанник волгоградского СК «Баррикады». Играл за «Ротор» в первенстве дублёров команд первой союзной лиги. После службы в армии играл за «Звезду» Городище, с которой выигрывал чемпионат Волгоградской области и зональный турнир первенства КФК.
В первенстве СССР во второй лиге дебютировал в 1989 году в составе «Звезды». В том же году перешёл в «Ротор», первый матч за главную команду провёл 16 ноября в рамках Кубка СССР против ЦСКА (0:2). В высшей лиге чемпионата СССР первый матч сыграл 1 апреля 1990 года против «Арарата» (0:3). В 1991 году играл за «Ротор» в первой лиге, конец сезона отыграл в «Звезде».
В первом сезоне чемпионата России в высшей лиге играл за «Текстильщик» Камышин — 16 игр, 1 мяч. Затем играл за ФК «Орехово» (1993) и «Торпедо» Волжский (1994—1996).
В 1996 году вернулся в «Текстильщик», с которым вылетел из высшей лиги, во второй половине сезона-1997 перешёл в клуб высшей лиги «КАМАЗ-Чаллы».
Затем выступал за клубы низших дивизионов «Носта» Новотроицк (1998—1999), «Светотехника» Саранск (2000—2001), «Космос» Электросталь (2002—2003).

## Тренерская карьера
Тренерскую карьеру начал в егорьевском Училище Олимпийского резерва «Мастер-Сатурн». В августе 2006 года вошёл в тренерский штаб егорьевского «Сатурна» (экс-«Космос», фарм-клуб раменского «Сатурна»), в августе-сентябре 2007 года в течение трёх туров исполнял обязанности главного тренера команды, с сентября 2008 года по конец 2010 года был главным тренером этой команды. В 2011 году пополнил тренерский штаб московского «Торпедо», а после ухода Игоря Чугайнова стал исполняющим обязанности главного тренера. С 5 июля 2012 года — главный тренер «Торпедо». 14 ноября подал в отставку.
В 2013 году возглавлял молодёжную команду ФК «Химки». В июне 2014 года вернулся в «Торпедо» и сначала был назначен главным тренером молодёжной команды, однако в июле был переведён в тренерский штаб главной команды. В ноябре 2014 года вновь стал главным тренером молодёжки, команда в сезоне-2014/15 участвовала в молодёжном первенстве России для команд клубов Премьер-лиги. В декабре 2014 года получил тренерскую лицензию категории Pro.
С начала 2016 года в течение трёх с половиной лет возглавлял «Носту» Новотроицк. С 7 июня 2019 года по 13 октября 2020 года — главный тренер «КАМАЗа». В ноябре 2020 года Беловым рассматривался вариант продолжения тренерской карьеры в клубе «Зенит-Ижевск».
С конца июня 2021 года — в клубе «Родина», в тренерском штабе Дениса Бояринцева, который являлся помощником Белова в «Торпедо»-м, «Носте» и «КАМАЗе». По окончании сезона 2021/22 в связи с истечением трудовых договоров Бояринцев и Белов покинули клуб. 24 ноября 2022 года вошёл в тренерский штаб Бояринцева в «Новосибирске». После расторжения контракта с Бояринцевым с 3 мая по 4 июня 2023 года был исполняющим обязанности главного тренера. 23 июня 2023 года стало известно о подписании контракта с клубом «Калуга». 10 июня 2024 года подписал двухлетний контракт с ульяновской «Волгой».

## Достижения
Игровые
- Победитель зонального турнира второй лиги / второго дивизиона: 1994 (зона «Центр», «Торпедо» Волжский), 1999 (зона «Урал», «Носта»), 2000 (зона «Поволжье», «Светотехника»)
- В 2001 году сыграл 3 матча за «Светотехнику», победившую в зоне «Поволжье» второго дивизиона, и 15 матчей за «Жемчужину» Будённовск, ставшую серебряным призёром в зоне «Юг» Первенства КФК

Тренерские (в качестве главного тренера)
- Бронзовый призёр юношеского первенства России U-17: 2007 («Мастер-Сатурн»)[5]
- Лучший тренер группы «Урал-Приволжье» Первенства ПФЛ-2018/19 («Носта»)[38]
- Победитель группы 3 Дивизиона «Б» Второй лиги 2023 («Калуга»)
- Лучший тренер дивизиона «Б» Второй лиги 2023 («Калуга»)[39]